# 堀田車站 (名古屋市營地下鐵)
堀田車站（日语：／ Horita eki */?）是位在日本愛知縣名古屋市瑞穗區苗代町，名古屋市營地下鐵名城線沿線的車站之一。車站編號為M25。

## 車站結構
本站為1面2線島式月台之地下車站。

### 月台配置
| 月台 | 路線   | 方向 | 目的地           |
| ---- | ------ | ---- | ---------------- |
| 1    | 名城線 | 左環 | 新瑞橋、八事方向 |
| 2    | 名城線 | 右環 | 金山、榮方向     |

## 車站週邊
- 名古屋鐵道名古屋本線堀田站[1][2]：雖與本站同名，但兩站約距300公尺左右。另外兩線因為在金山站有連結，因此利用本站進行轉乘的旅客較少。

## 相鄰車站
名古屋市營地下鐵
 名城線
妙音通（M24）－堀田（M25）－熱田神宮傳馬町（M26）

## 外部連結
- 堀田 - 名古屋市交通局